# Football Club Internazionale 1954-1955
Questa voce raccoglie le informazioni riguardanti il Football Club Internazionale nelle competizioni ufficiali della stagione 1954-1955.

## Stagione
Nel 1954 il presidente e patron Carlo Masseroni, ormai appagato dalle vittorie in campionato, iniziò una lunga trattativa con il petroliere Angelo Moratti per la cessione della società. Senza nuovi arrivi stranieri poiché il Ministro dell'Interno Andreotti aveva chiuso le frontiere dopo la figuraccia a Svizzera '54, il vuoto lasciato da Giovannini si cercò di colmarlo con l'ingaggio di Giorgio Bernardin, che però non convinse in linea con le prestazioni generali della squadra: alla fine del 1954-55 l'Inter arrivò solo ottava.

## Divise
| Casa | Trasferta |  |

## Organigramma societario
Area direttiva
- Presidente: Carlo Masseroni Angelo Moratti
- Consigliere: Giuseppe Prisco

Area tecnica
- Allenatore: Alfredo Foni

Area sanitaria
- Massaggiatore: Bartolomeo Della Casa

## Rosa
| N. |                    | Ruolo | Calciatore          |
| -- | ------------------ | ----- | ------------------- |
|    | Italia (bandiera)  | P     | Giorgio Ghezzi      |
|    | Italia (bandiera)  | P     | Ezio Lombardi       |
|    | Italia (bandiera)  | D     | Giovanni Giacomazzi |
|    | Italia (bandiera)  | D     | Guido Vincenzi      |
|    | Italia (bandiera)  | D     | Giorgio Bernardin   |
|    | Italia (bandiera)  | D     | Mario Piovani       |
|    | Italia (bandiera)  | D     | Bruno Padulazzi     |
|    | Italia (bandiera)  | C     | Giovanni Invernizzi |
|    | Svezia (bandiera)  | C     | Lennart Skoglund    |
|    | Italia (bandiera)  | C     | Fulvio Nesti        |
|    | Francia (bandiera) | C     | Antoine Bonifaci    |

| N. |                   | Ruolo | Calciatore        |
| -- | ----------------- | ----- | ----------------- |
|    | Italia (bandiera) | C     | Maino Neri        |
|    | Italia (bandiera) | C     | Bruno Mazza       |
|    | Italia (bandiera) | C     | Roberto Passarin  |
|    | Italia (bandiera) | C     | Giorgio Tinazzi   |
|    | Italia (bandiera) | A     | Benito Lorenzi    |
|    | Italia (bandiera) | A     | Gino Armano       |
|    | Italia (bandiera) | A     | Sergio Brighenti  |
|    | Italia (bandiera) | A     | Marco Savioni     |
|    | Italia (bandiera) | A     | Luciano Redegalli |
|    | Italia (bandiera) | A     | Mauro Bicicli     |
|    | Italia (bandiera) | A     | Luigi Robbiati    |

## Risultati

### Serie A

#### Girone di andata
| Arbitro: | Liverani (Torino) |

|  |           |                  |
|  | Marcatori | 70’, 75’ Lorenzi |

| Arbitro: | Scaramella (Roma) |

|                   |           |  |
| Armano 43’ (rig.) | Marcatori |  |

| Arbitro: | Maurelli (Roma) |

|           |           |            |
| Buhtz 57’ | Marcatori | 55’ Armano |

| Arbitro: | Rigato (Mestre) |

|                                |           |  |
| Donati 30’ (aut.) Skoglund 87’ | Marcatori |  |

| Arbitro: | Corallo (Lecce) |

|                   |           |  |
| Armano 62’ (rig.) | Marcatori |  |

| Arbitro: | Pieri (Trieste) |

|              |           |               |
| Bassetto 13’ | Marcatori | 71’ Bernardin |

| Arbitro: | Agnolin (Bassano del Grappa) |

|             |           |                       |
| Lorenzi 19’ | Marcatori | 62’ Galli 65’ Boscolo |

| Arbitro: | Jonni (Macerata) |

|                |           |               |
| Schiaffino 84’ | Marcatori | 46’ Brighenti |

| Arbitro: | Maurelli (Roma) |

|                                 |           |                          |
| Armano 40’ (rig.) Brighenti 57’ | Marcatori | 61’ Bonafin 90’ Ballacci |

| Arbitro: | Pieri (Trieste) |

|                            |           |  |
| Frizzi 57’ Carapellese 81’ | Marcatori |  |

| Arbitro: | Jonni (Macerata) |

|               |           |                          |
| Brighenti 79’ | Marcatori | 49’ Bronée 74’ Boniperti |

| Arbitro: | Piemonte (Monfalcone) |

|             |           |                     |
| Manenti 42’ | Marcatori | 10’ (aut.) Boniardi |

| Arbitro: | Pieri (Trieste) |

|           |           |                         |
| Posio 10’ | Marcatori | 39’ Armano 75’ Skoglund |

| Arbitro: | Moriconi (Roma) |

|                                               |           |                |
| Giacomazzi 24’ Brighenti 47’, 49’ Savioni 77’ | Marcatori | 80’ Sabbatella |

| Arbitro: | Agnolin (Bassano del Grappa) |

|                                  |           |                 |
| Vivolo 27’ Hansen 35’ Burini 68’ | Marcatori | 34’, 87’ Armano |

| Arbitro: | Liverani (Torino) |

|                                |           |                                                        |
| Brighenti 65’, 90’ Lorenzi 85’ | Marcatori | 9’ (aut.) Bernardin 11’, 40’ Bizzarri 23’, 87’ Virgili |

| Arbitro: | Piemonte (Monfalcone) |

|                           |           |                                   |
| Marzani 25’ Formentin 71’ | Marcatori | 23’, 76’ Savioni 29’, 34’ Lorenzi |

#### Girone di ritorno
| Arbitro: | Arpaia (Roma) |

|                     |           |                  |
| Savioni 14’ Lorenzi | Marcatori | 28’, 38’ Bettini |

| Arbitro: | Jonni (Macerata) |

|                        |           |  |
| Olivieri 63’ Morin 83’ | Marcatori |  |

| Arbitro: | Bellè (Venezia) |

|            |           |           |
| Armano 18’ | Marcatori | 10’ Buhtz |

| Arbitro: | Piemonte (Monfalcone) |

|  |           |              |
|  | Marcatori | 65’ Passarin |

| Arbitro: | Pieri (Trieste) |

|          |           |             |
| Rosa 43’ | Marcatori | 48’ Lorenzi |

| Arbitro: | Agnolin (Bassano del Grappa) |

|                                        |           |  |
| Passarin 13’ Lorenzi 28’ Brighenti 79’ | Marcatori |  |

| Arbitro: | Liverani (Torino) |

|                                         |           |  |
| Galli 18’ Bortoletto 25’ Pandolfini 79’ | Marcatori |  |

| Arbitro: | Liverani (Torino) |

|               |           |             |
| Brighenti 49’ | Marcatori | 86’ Nordahl |

| Arbitro: | Pieri (Trieste) |

|                        |           |                                |
| Pivatelli 6’, 14’, 46’ | Marcatori | 11’ (aut.) Ballacci 73’ Armano |

| Arbitro: | Moriconi (Roma) |

|  |           |               |
|  | Marcatori | 38’ Dal Monte |

| Arbitro: | Bellè (Venezia) |

|                                           |           |                                 |
| Praest 51’ Montico 68’ Manente 70’ (rig.) | Marcatori | 56’ Brighenti 75’ (rig.) Armano |

| Arbitro: | Scaramella (Roma) |

|                              |           |  |
| Skoglund 3’ Savioni 46’, 75’ | Marcatori |  |

| Arbitro: | Bellè (Venezia) |

|            |           |                                    |
| Armano 17’ | Marcatori | 10’, 44’ Masoni 29’, 80’ Beltrandi |

| Arbitro: | Corallo (Lecce) |

|  |           |               |
|  | Marcatori | 69’ Brighenti |

| Arbitro: | Rigato (Mestre) |

|                        |           |            |
| Armano 27’, 54’ (rig.) | Marcatori | 89’ Hansen |

| Arbitro: | Liverani (Torino) |

|                                          |           |                               |
| Nesti 38’ (aut.) Virgili 40’ Mariani 80’ | Marcatori | 41’, 77’ Lorenzi 49’ Skoglund |

| Arbitro: | Menchini (Udine) |

|                                               |           |  |
| Armano 25’ De Giovanni 46’ (aut.) Lorenzi 61’ | Marcatori |  |

## Statistiche
Statistiche aggiornate al 19 giugno 1955.

### Statistiche di squadra
| Competizione | Punti | In casa | In casa | In casa | In casa | In casa | In casa | In trasferta | In trasferta | In trasferta | In trasferta | In trasferta | In trasferta | Totale | Totale | Totale | Totale | Totale | Totale | D.R. |
| Competizione | Punti | G       | V       | N       | P       | Gf      | Gs      | G            | V            | N            | P            | Gf           | Gs           | G      | V      | N      | P      | Gf     | Gs     | D.R. |
| ------------ | ----- | ------- | ------- | ------- | ------- | ------- | ------- | ------------ | ------------ | ------------ | ------------ | ------------ | ------------ | ------ | ------ | ------ | ------ | ------ | ------ | ---- |
| Serie A      | 36    | 17      | 8       | 4       | 5       | 32      | 22      | 17           | 5            | 6            | 6            | 22           | 27           | 34     | 13     | 10     | 11     | 55     | 49     | 6    |
| Totale       | -     | 17      | 8       | 4       | 5       | 32      | 22      | 17           | 5            | 6            | 6            | 22           | 27           | 34     | 13     | 10     | 11     | 55     | 49     | 6    |